# افزایش طول تاج
افزایش طول تاج(جراحیCL) (انگلیسی: Crown Lengthening) نوعی از جراحی‌های لثه در دهان و دندان می‌باشد که طی آن طول تاج دندان را با شکافتن، به پایین کشیدن یا برداشتن بافت لثه‌ای و تراشیدن بافت استخوانی اطراف آن افزایش می‌دهند تا انجام ادامهٔ درمان بر روی دندان امکان‌پذیر گردد. این عمل بعضاً با عنوان کلی‌تر جراحی لثه نیز شناخته می‌شود.

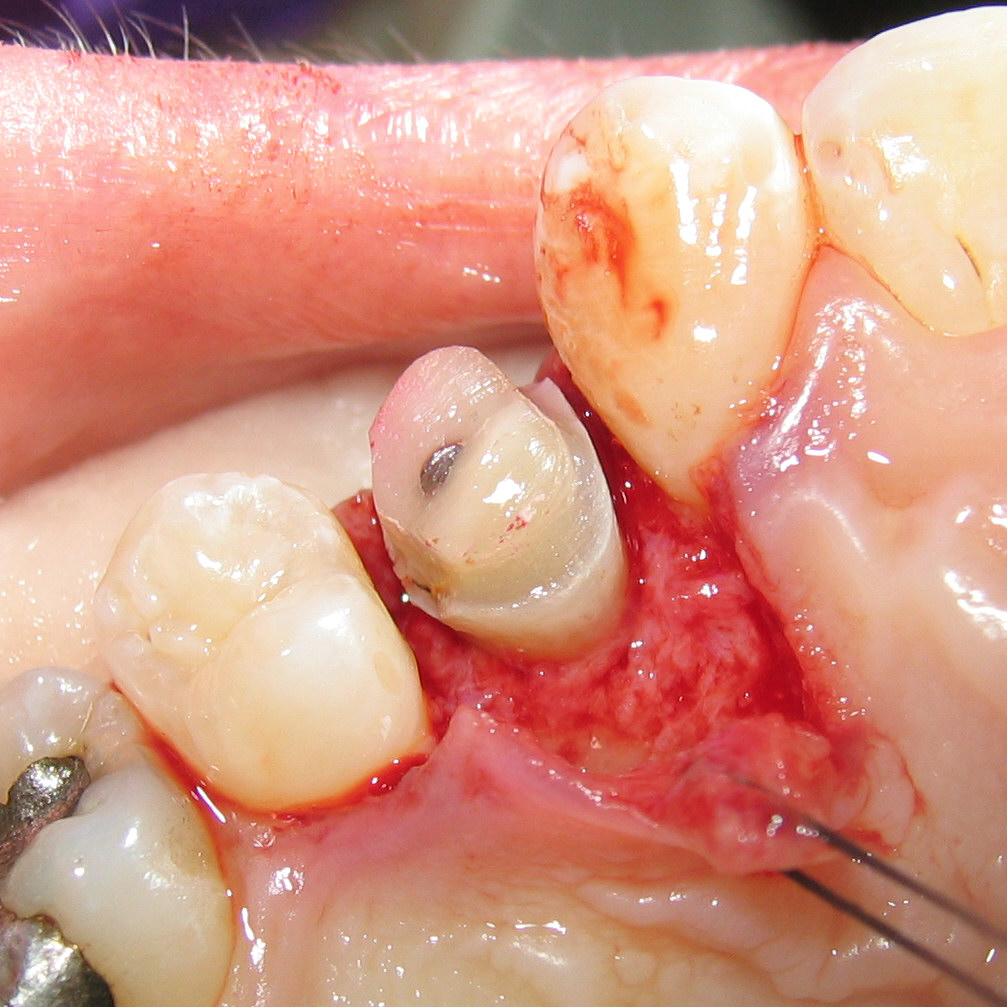
A palatal view of a maxillary premolar during a crown lengthening procedure.

## دلایل افزایش طول تاج دندان

### زیبایی
گاه طول دندان طبیعی است ولی سطح زیادی از آن توسط بافت نرم لثه پوشانیده شده و در نتیجه ظاهری نازیبا به خود گرفته‌است و یا در اتر تراشیدن مککر قسمت‌های پوسیده دندان تاج دندان از بین رفته است. در این حالت پریودنتیست با برداشتن نسج اضافه و شکل دادن به بافت استخوانی اطراف، میزان بیشتری از سطح دندان را نمایان ساخته و ظاهری زیبا به آن می‌بخشد.

### بهداشت و بهبود عملکرد
لثه‌ها برای عملکرد صحیح و حفاظت دندان در برابر گیرافتادن ذرات مواد غذایی در فضای بین دندان و لثه نیازمند این هستند که دست کم دو میلی‌متر از سطح دندان را در اختیار داشته باشند در غیر این صورت لثه به دندان نچسبیده و باقی‌ماندن ذرات غذا در این ناحیه به پوسیدگی دندان و بیماری‌های لثه منجر خواهد شد.

### حفظ دندان‌های آسیب دیده
ممکن است دندان در اثر شکستگی یا پوسیدگی تمام یا بخشی از تاج خود را از دست داده و کار ترمیم آن را با مشکل مواجه سازد. در این حالت با انجام جراحیِ افزایش طول تاج، حفظ دندان ممکن شده و امکان گذاشتن پروتز بر روی آن امکانپذیر می‌گردد.

## ملاحظات بیومکانیکی

### عرض بیولوژیک
عرض بیولوژیک (انگلیسی: Biologic Width) یا پهنای بیولوژیک عبارت است از بافت همبند لثه‌ای مجاور آلوئول و اپیتلیوم چسبنده که میانگین عرض آن در حالت سلامت ۲، ۰۴ میلی‌متر می‌باشد که ۱٫۰۷ میلی‌متر آن توسط الیاف پریودنتالی و حدود ۰، ۹۷ آن نیز توسط اپیتلیوم چسبنده اشغال شده‌است. رعایت این فاصله در هنگام ترمیم دندان آسیب دیده ضروری است در غیر این صورت امکان التهاب لثه و تحلیل رفتن بافت استخوانی آن منطقه وجود دارد.

### نسبت طول به تاج
استخوان آلوئولی که دندانی را در برگرفته‌است به‌طور طبیعی دندان مجاور آن را نیز حفاظت می‌کند و برداشتن غیراصولی آن می‌تواند لق شدگی دندان(ها)ی مجاور آن را سبب شود. نسبت طول به تاج (انگلیسی: Crown to root Ratio) میزان دندانی است که باید در بافت استخوانی وجود داشته و توسط آن احاطه گردد. در حالت طبیعی طول ریشهٔ دندان تقریباً دو برابر طول تاج آن می‌باشد و این میزان برای جلوگیری از لق‌شدگی دندان در برابر فشارهای معمول عمودی و افقی وارد بر آن کافی است. با برداشته شدن مقداری از استخوان نگهدارنده، از طول ریشه‌ها نیز کاسته شده و بر طول تاج دندان افزوده می‌شود و قابلیت نگهدارندگی ریشه‌ها در این حالت کاهش می‌یابد. به‌طور مثال هر میلی‌متر بریدن استخوان به یک میلیمیتر کاهش بافت نگهدارنده و یک میلی‌متر افزایش سطحی که باید نگهداری شود می‌انجامد. کمترین میزان قابل قبول برای نسبت طول به تاج ۱:۱ است و اگر از این حداقل نسبت پایین‌تر رفته شود امکان لق شدگی و از دست رفتن دندان وجود دارد.

Biologic width is the natural distance between the gingival sulcus (G) and the height of the alveolar bone (I). The gingival sulcus (G) is a little crevice that lies between the enamel of the tooth crown and the sulcular epithelium. At the base of this crevice lies the junctional epithelium, which adheres via hemidesmosomes to the surface of the tooth, and from the base of the crevice to the height of the alveolar bone (C) is approximately 2 mm.

## چگونگی انجام جراحی
دندانپزشک به منظور انجام عمل جراحی افزایش طول تاج بر روی دندان آسیب دیده ابتدا آن موضع را بی حس نموده و پس از آن با ایجاد شکاف بر روی بافت لثه‌ای اطراف دندان، نسج آن را شل کرده و به آرامی از اطراف دندان کنار می‌زند تا ریشه و بافت استخوانی نگهداراندهٔ آن نمایان شود. در پاره‌ای از موارد تنها برداشتن مقدار کمی از بافت لثه کافی است تا دندان را آمادهٔ پذیرش روکش سازد ولی در بیشتر مواقع باید چند میلی‌متر از استخوان نگهدارندهٔ ریشه نیز برداشته شود تا حدود ۲ میلی‌متر از دندان در بیرون از بافت استخوانی فک قرار گیرد. برداشتن استخوان توسط لوازمی همچون قلم دندانپزشکی صورت می‌گیرد. پس از آنکه پریودنتیست از افزایش طول تاج دندان به میزان لازم اطمینان حاصل کرد، محل جراحی با سرم استریل شستشو داده شده و لثه بخیه زده می‌شود. همچنین به منظور محافظت موضع جراحی‌شده از تحریکات، روی آن را با خمیر پانسمان داخل دهانی (انگلیسی: intraoral bandage) می‌پوشانند. خمیر پانسمان در عرض چند ساعت سفت می‌شود. پس از ۷ روز بیمار باید برای کشیدن بخیه‌ها مجدداً به دندانپزشک مراجعه نماید.

## مراقبت‌های پس از عمل
- ممکن است صورت در ناحیهٔ جراحی شده مقداری متورم گردد. برای پیشگیری یا کاستن از تورم و خونریزی احتمالی می‌توان از کمپرس آب سرد بر روی صورت استفاده کرد. این عمل باید هر ۱۰ دقیقه یکبار با نگهداشتن چند دقیقه‌ای کمپرس بر روی صورت تکرار شود. ولی اگر تورم شدید و همراه با تب بود باید پزشک را از این موضوع مطلع ساخت.
- بیمار ممکن است در ۲۴ ساعت اول پس از جراحی دچار ضعف و تب خفیف شود که در صورت تشدید یافتن باید به پزشک مراجعه شود.
- خروج خونابه از دهان تا ۴-۵ ساعت پس از عمل جراحی امری عادی است و در صورت بروز خونریزی می‌توان یک تکه گاز استریل خیس شده را روی پانسمان قرار داده و با فشار انگشتان به مدت ۱۰ الی ۱۵ دقیقه نگهداشت. ولی اگر خونریزی از بین نرفت یا شدیدتر شد باید به پزشک مراجعه شود.
- بهتر است در روز اول از غذاهای مایع و سرد استفاده شود. همچنین بیمار باید از نوشیدن مایعات با نی و کشیدن سیگار نیز خودداری کند زیرا تغییر فشار دهان سبب کنده‌شدن لخته‌ها و خونریزی دوباره می‌شود. خوردن میوه‌جات ترش و نوشیدن آبمیوه‌های ترش‌مزه نیز مجاز نمی‌باشد زیرا سبب تحریک و بروز درد در ناحیهٔ جراحی شده خواهد شد.
- استفاده از دهان شویه (در صورت تجویز) و مسواک در روز اول توصیه نمی‌گردد ولی از روز دوم می‌توانند مورد استفاده قرار گیرند.
- از مکیدن پانسمان جداً باید خودداری شود.

## عوارض و خطرات احتمالی
افزایش طول تاج نیز همچون هر جراحی دیگری می‌تواند عوارض و خطراتی را به دنبال داشته باشد همچون خونریزی طولانی مدت یا عفونت کردن محل جراحی. همچنین به دلیل لخت شدن طوق دندان و بیرون آمدن ریشه‌ها، دندان نسبت به تغییرات حرارتی حساس شده و بیمار احساس درد خواهد داشت که باپوشانده شدن ریشه‌ها توسط پروتز این حساسیت از بین خواهد رفت.
برداشتن استخوان نگهدارندهٔ دندان می‌تواند سبب لق شدن و افتادن دندان شود. در چنین حالتی از آنجا که امکان احیای بافت استخوانی از دست رفته تقریباً غیرممکن است، شانس موفقیت کاشت ایمپلنت‌های دندانی نیز به شدت کاهش می‌یابد و بیمار ممکن است برای همیشه دندان خود را از دست بدهد.